# Carte linguistique
Pour les articles homonymes, voir Atlas.

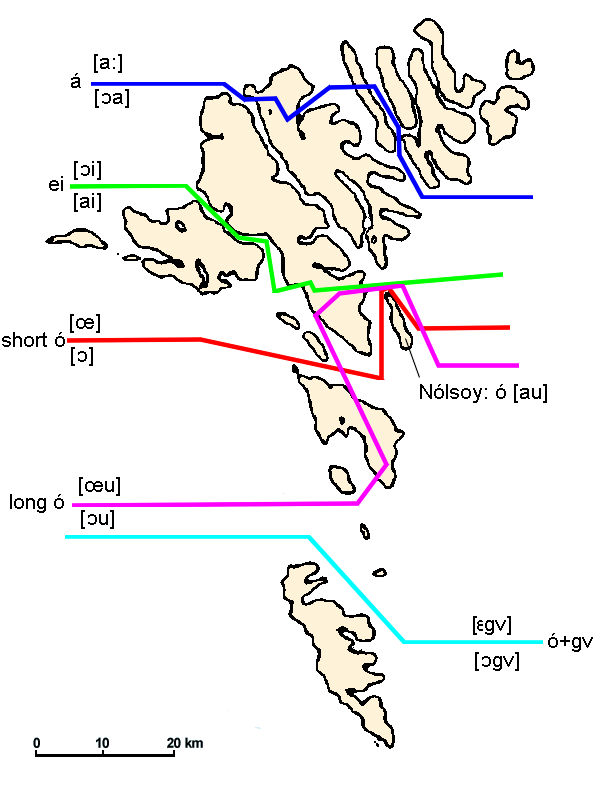
Isoglosses aux Îles Féroé

Une carte linguistique est une carte thématique montrant la distribution géographique des locuteurs d'une langue, ou des isoglosses d'un continuum linguistique d'une même langue. Une collection de cartes linguistiques est un atlas linguistique. 
Le premier atlas est le Sprach-Atlas von Nord- und Mitteldeutschland, édité par Georg Wenker en 1881. Il a été suivi du Deutscher Sprachatlas de Georg Wenker et Ferdinand Wrede, a édité 1926-1956, et le Sprach- und Sachatlas Italiens und der Südschweiz (NavigAIS-web Version en ligne navigable) de Karl Jaberg et Jakob Jud, édité en 1928-1940. Le premier atlas linguistique des États-Unis a été édité par Hans Kurath. Les cartes linguistiques apparaissent en français avec l'essai de Charles Joret, Des caractères et de l’expansion des patois normands (1883). 
Le premier atlas français, édité par Jules Gilliéron entre 1902 et 1910, est l'Atlas Linguistique de la France. Pour le français de la fin des années 1930, l'ouvrage d'A. Martinet, La prononciation du français contemporain (1945, réimpr. 1971) constitue une référence.